# بود سبنسر
بود سبنسر (بالإيطالية: Bud Spencer)‏ (مواليد 31 أكتوبر 1929 في نابولي - 27 يونيو 2016)، هو ممثل إيطالي بدأ مسيرته الفنية عام 1951. اشتهر كممثل كوميدي بأدواره في أعمال مثل «وسترن سباجيتي» بسبعينيات القرن الماضي، لكن بداية انطلاقيته كانت من خلال دوره في فيلم «بطل من عصرنا» سنة 1955 للمخرج ماريو مونيتشيلي.
وبنجاحه الكبير في فيلم «فليسامحنا الرب» عام 1967 اشتهر بأداء أدوار الشخص البدين طيب القلب في باقي أعماله التي تميز فيها أيضا في فيلمي «العين بالعين» و«اليوم لك وغدا لي».

## الأعمال
- الوضع الراهن

فلم (حامي الطيور) مع الممثل ترانس هيل.
- موز جو (فيلم) موز جو

## وصلات خارجية
- بود سبنسر على موقع الاتحاد الدولي للسباحة (الإنجليزية)
- بود سبنسر على موقع اللجنة الأولمبية الدولية (الإنجليزية)
- بود سبنسر على موقع أوليمبيديا (الإنجليزية)

- بود سبنسر على موقع IMDb (الإنجليزية)
- بود سبنسر على موقع روتن توميتوز (الإنجليزية)
- بود سبنسر على موقع مونزينجر (الألمانية)
- بود سبنسر على موقع قاعدة بيانات الأفلام العربية
- بود سبنسر على موقع ألو سيني (الفرنسية)
- بود سبنسر على موقع ميوزك برينز (الإنجليزية)
- بود سبنسر على موقع أول موفي (الإنجليزية)
- بود سبنسر على موقع قاعدة بيانات برودواي على الإنترنت (الإنجليزية)
- بود سبنسر على موقع قاعدة بيانات الأفلام السويدية (السويدية)
- بود سبنسر على موقع إن إن دي بي (الإنجليزية)